# Sergej Kovalenko
Sergej Ivanovitj Kovalenko, född 11 augusti 1947 i Port Arthur, Kina, död 18 november 2004 i Kiev, Ukraina, var en sovjetisk basketspelare som tog OS-guld 1972 i München och OS-brons 1968 i Mexico City. Han spelade bland annat för CSKA Moskva.

### Fotnoter
1. ↑  All Russia Family Tree. Российская генеалогия Arkiverad 6 september 2007 hämtat från the Wayback Machine.
2. ↑  Sergey K'ovalenk'o Arkiverad 3 november 2012 hämtat från the Wayback Machine. på Sports-reference.com